# Annette Seiltgen
Annette Seiltgen (* 26. Juni 1964 in Wuppertal) ist eine deutsche Opernsängerin (Mezzosopran, dramatischer Sopran).

## Leben
Seiltgen wuchs in einem  künstlerischen Umfeld auf. Ihr Vater, Ernst Seiltgen, war Regisseur und langjähriger Intendant des Stadttheaters Ingolstadt, ihre Mutter war die Opern-, Konzert- und Oratoriensängerin Emmy Lisken. Während ihrer Schulzeit in Ingolstadt, wo sie das Reuchlin-Gymnasium besuchte, spielte sie in der Statisterie des Theaters und sang in mehreren Chören. Seiltgen studierte Gesang bei ihrer Mutter am Leopold-Mozart-Konservatorium in Augsburg. Ihr erstes Engagement  als Mezzosopranistin erhielt sie am Staatstheater Kassel. Folgend wechselte  an das  Staatstheater am Gärtnerplatz in  München. Von 1996 bis 2011 war sie Ensemblemitglied der Deutschen Oper am Rhein. Dort  sang sie alle großen Partien des lyrischen und dramatischen Mezzofachs u. a.: Ruggiero (Alcina), Sesto (La clemenza di Tito), Venus (Tannhäuser), Octavian (Der Rosenkavalier), Komponist (Ariadne auf Naxos), Adalgisa (Norma), Fricka (Die Walküre) sowie Brangäne (Tristan und Isolde).
Seiltgen gastierte in Berlin (Komische Oper), Darmstadt, Dortmund, Essen, Frankfurt, Hannover, Koblenz, Leipzig, Mannheim, Mainz, München (Staatsoper), Nürnberg, Passau und Stuttgart,  des Weiteren   auf den Musikbühnen von Amsterdam, Buenos Aires (Teatro Colón), Genf, Madrid, Maastricht, Nizza, Savonlinna, Santiago de Chile und Straßburg. Gegenwärtig ist sie Ensemblemitglied des Landestheaters Niederbayern.
Neben ihrer Bühnenpräsenz ist die Künstlerin als Konzertsängerin tätig. Von ihren Konzerten gibt es Aufzeichnungen mit dem ZDF, dem Hessischen und dem Bayerischen Rundfunk sowie VARA Radio Amsterdam.

## Auszeichnungen
- 1991: Internationaler Gesangswettbewerb Neue Stimmen (3. Platz)
- 1993: Staatlicher Bayerischer Förderungspreis für junge Künstler für herausragende Leistungen
- 1993: Bertelsmann Wettbewerb (2. Preis)
- 1995: Preisträgerin des Queen Sonja International Competition  in Oslo (4. Preis)
- 1998: gehörte sie zu den besten Nachwuchssängern der Zeitschrift Opernwelt